# Ole Solbakken
Ole Bastian Solbakken, född 17 maj 1911 i Stranda, Sunnmøre, död 7 juni 1986 i Bærum, var en norsk målare.

## Biografi
Solbakken studerade konst för Per Krohg vid Statens håndverks- og kunstindustriskole 1934-1936 och för Axel Revold vid  Statens Kunstakademi 1936-1939. Hans lärare Per Krohg anställde honom som assistent vid utförandet av dekorationsmålningen vid Det Kgl. Frederiks Universitets naturvetenskapliga fakultet 1936 och för de stora freskmålningarna som utfördes på Oslo rådhus 1939. Solbakken medverkade första gången i Statens Kunstutstilling år 1939 och medverkade där ett antal gånger fram till 1972. Separat ställde han ut i Stranda 1942 och på en utställning arrangerad av Aalesunds Kunstforening 1943. Han utförde ett flertal monumentalmålningar och var från 1944 anställd som konsult av Oslo kommun med ansvar för stadens monumentalmålningar. Vid sidan av sitt eget skapande var han lärare i freskoteknik vid Statens Kunstakademi 1950-1965. På grund av hans arbeten med muralmåleri kom hans stafflikonst att få en begränsad omfattning men de tavlor han målade består av porträtt, figurbilder och landskapsskildringar från Vestlandet utförda i olja eller gouache.